# Associació de Veïns i Veïnes de Montbau
L'Associació de Veïns i Veïnes de Montbau és una associació veïnal del barri de Montbau de Barcelona. Creada l'any 1963, va ser una de les primeres associacions de veïns que es van crear a Barcelona després de la Guerra Civil.

## Història
L'octubre de 1963 es va fundar amb el nom d'Asociación de Vecinos de Montbau. El nom no es catalanitzaria fins al 1980. Va ser promoguda des del Govern Civil de la província, potser per a contrarestar el primer nucli associatiu del barri que, amb un marcat caràcter català, es va crear al voltant de les cooperatives que havien contribuït a crear el barri, especialment La Puntual i La Graciense. El primer president va ser Félix Jiménez Lasanta, funcionari municipal. El 1964 es va aconseguir la cessió del local social del carrer Roig Soler (actual Roig i Solé), ampliat poc més tard perquè era molt insuficient, i que va esdevenir la seu de l'Associació. Entre les moltes reivindicacions per carències del barri, el 1965 ja es demanava la prolongació del metro des de la plaça Eivissa (que no va arribar fins al 2010, tot i que el 1985 va arribar la prolongació des de la plaça Lesseps).
El local social va permetre encetar algunes activitats, com balls familiars, cinema, teatre, campionats de ping-pong, cursos de dibuix, escacs i sardanes. També una petita biblioteca, que seria l'embrió de l'actual Biblioteca Montbau-Albert Pérez Baró. El 1970 es va nomenar president al militar Francisco González Manrique, amb una junta que també integrava persones procedents de les cooperatives, que començarien a donar-li un tarannà més obert.
El 1971 l'Associació va encapçalar una mobilització veïnal contra el projecte d'abocador d'escombraries als barrancs pròxims de Collserola, aconseguint frenar el projecte, que finalment es va traslladar al Garraf. També es va aconseguir la construcció d'una nova escola pública per substituir el 'Grupo Escolar Mixto' del carrer d'Àngel Marquès, que era insuficient per a les necessitats del barri. L'escola es va construir en uns terrenys de la Caixa d'Estalvis Provincial, al capdamunt del carrer Harmonia, i va prendre el nom d'Escola Enric Borràs (actual Escola Baloo).
El gener de 1976, pocs dies després de la mort del dictador Franco, es va crear una Candidatura de Renovació Democràtica que es presentà a les eleccions per a president aquell mateix any, però que per poc marge no va guanyar-les. Les discrepàncies entre el president i la junta van provocar la dimissió del president al poc temps, com també passaria el 1989, quan l'Ajuntament va decidir no cobrir el cinturó de ronda, i el 2006 poc després d'haver iniciat la campanya No a la narcosala per decret.
Els últims anys de la dècada de 1970 i primers de 1980, amb les presidències de Ramon Batlle i Albert Bastardes, es van aconseguir moltes iniciatives, com la participació massiva del barri a la manifestació de l'11 de setembre de 1977, el secretariat de Montbau del Congrés de Cultura Catalana, la constitució de la Biblioteca Popular Montbau, la conversió de l'Orfenat Ribas en escola secundària, el poliesportiu al carrer Arquitectura, l'ampliació de l'Institut Narcís Monturiol,...
Posteriorment l'activitat de l'Associació de veïns va decaure, com a tots el barris, però amb més o menys intensitat s'ha mantingut fins a l'actualitat. Destaca la reivindicació dels anys 2000 i 2001 per a la renovació important dels paviments i mobiliari urbà dels carrers i places del barri.

## Revista Ressò de Montbau
L'associació de veïns va editar la revista Ressò de Montbau des del 1976, fins al 2002, amb una periodicitat inicial bimestral. Després de 15 anys sense publicar-se, el 2017 va tornar a aparèixer, aquest cop amb un caràcter independent, però amb la col·laboració de l'Associació de Veïns i Veïnes de Montbau i del Districte d'Horta-Guinardó, amb una periodicitat semestral i una tirada de 2.500 exemplars, que es reparteixen a les bústies de les cases del barri.